# Jelena Gorczakowa
Jelena Jegorowna Gorczakowa (ros. Елена Егоровна Горчакова, ur. 17 maja 1933 w Moskwie, zm. 27 stycznia 2002) – reprezentująca Związek Radziecki lekkoatletka, która specjalizowała się w rzucie oszczepem.
Dwukrotna brązowa medalistka igrzysk olimpijskich – Helsinki 1952 i Tokio 1964. Podczas eliminacji do olimpijskiego finału w Tokio – 16 października 1964 – ustanowiła nowy rekord świata rzucając na odległość 62,40. Wynik ten został pobity dopiero osiem lat później przez reprezentantkę Polski Ewę Gryziecką.